# Michelle Kervén
Michelle Karlsson Kervén, född 16 oktober 1998, i Stockholm, är en svensk alpin skidåkare, som tävlar för Huddinge skidklubb.
Hon har studerat på skidgymnasiet i Malung.
Hennes discipliner är slalom och storslalom. Hon ingår i Sveriges alpina skidlandslag. Första internationella tävling var Pokal Loka i Slovenien år 2014 där hon hamnade på 5 plats i slalom och 9 plats i storslalom. Första FIS-tävlingen genomfördes i november 2014 och första segern kom redan samma år. Hon har deltagit i både svenskt juniormästerskap och svenskt mästerskap. Ett guld och ett silver i YJSM, ett Guld och ett silver i ÄJSM. Även deltagit i JVM. Hennes första  europa cup start var 2016. Bästa resultat är från Trysil 2019, 13 placering i storslalom. Hon har även varit i Japan och kört Far East Cup, där hon vann två tävlingar och kom 2 två tävlingar och en tredje placering. Hon är i FIS världsrankad 12 i slalom.